# Mali Lîsivți, Skvîra
Mali Lîsivți (în ucraineană Малі Лисівці) este localitatea de reședință a comunei Mali Lîsivți din raionul Skvîra, regiunea Kiev, Ucraina.

## Demografie
Componența lingvistică a localității Mali Lîsivți
     Ucraineană (97,51%)
     Rusă (2,49%)
Conform recensământului din 2001, majoritatea populației localității Mali Lîsivți era vorbitoare de ucraineană (97,51%), existând în minoritate și vorbitori de rusă (2,49%).